# Iglesia de San Pedro (Castro de Laza)
La Iglesia de San Pedro es una iglesia parroquial barroca situada en Castro de Laza, provincia de Orense, en España.
Iglesia originariamente del siglo XVI, aunque el edificio actual es barroco, construido entre 1635 y 1795. Iglesia de una nave con dos arcos cubiertos por un artesonado. La capilla mayor, de mayor altura que la nave, pero con la misma anchura, tiene un arco triunfal menor con artesonado de cuatro planos. En el interior se conserva una pila bautismal baijomedieval.
La fachada presenta una portada adintelada, con una hornacina con estatua sedente de San Pedro de estilo neoclásico encima. La cornisa en es frontón rematada con una espadaña de tipo popular con dos arcos y campanas en cada uno, terminada en forma triangular con una cruz simple. Las esquinas presentan pináculos en todos los vértices.
La casa rectoral de Castro es una casa tradicional de estilo popular de 500 m² de planta. Posee una gran chimenea de piedra sobre la puerta, sobre la que se puede ver a un San Pedro con llaves y tiara.

## Retablo y figuras
El retablo mayor fue realizado en cuatro etapas, por cuatro escultores diferentes. La última se corresponde al artista Fray Pedro Pascual García, que trabajó en el entre los años 1750 y 1755. Pascual García unificó el trabajo anterior, añadiendo el cascarón superior, columnas de estípites y las figuras de Adán y Eva y San Pedro, trabajo por el que recibió 8515 reales.
En su aspecto actual, el retablo tiene siete calles, con las esculturas de Adán y Eva en los extremos. En el cuerpo principal, la hornacina estaba preparada para recibir el sagrario, pero en 1968 se colocó un crucificado, que fue retirado posteriormente para introducir un calvario barroco procedente de la sacristía. Así quedan en las hornacinas, de izquierda a derecha, San Pedro, San José, San Blas, el calvario, la Virgen del Rosario, la Inmaculada y San Pablo. En una entrecalle quedan San Francisco y Santa Bárbara. En la parte superior quedan tres figuras, San Pedro sedente con atributos papales, aunque quizás sea San Gregorio Papa, San Pedro de pie con una gran llave y un libro y Santiago peregrino. Las escenas petrinas representan la negación de Pedro, la prisión de Pedro, el martirio de San Pedro y San Pablo.
En 2009 se descubrió el sagrario original de la iglesia, de madera del siglo XVII, en la cuadra de la Casa Rectoral. De esta manera se terminaron los rumores que afirmaban que el sagrario había sido vendido y luego sustituido por uno más moderno de metal. La pieza, en muy mal estado ha sido restaurada e incluida en el retablo. La acción se incluye dentro de los trabajo de restauración de las tallas de la iglesia que se realizaron en 2009. Destaca el trabajo que se hizo sobre la escultura de San Pedro, que hubo de hacerse in situ por la imposibilidad de mover una figura de madera maziza de tales dimensiones.